# 萨赛
萨赛（法語：Sassay，法語發音：[sasɛ]）是法国卢瓦-谢尔省的一个市镇，属于布卢瓦区。

## 地理
萨赛（47°23'35"N, 1°26'30"E）面积16.44 平方千米，位于法国中央-卢瓦尔河谷大区卢瓦-谢尔省，该省份为法国中北部省份，北起厄尔-卢瓦省，东北接卢瓦雷省，东南接谢尔省，南至安德尔省，西南接安德尔-卢瓦尔省，西北接萨尔特省。
与萨赛接壤的市镇（或旧市镇、城区）包括：谢姆里、库德、瓦利、索洛涅地区苏万、索洛涅地区勒孔特鲁瓦。

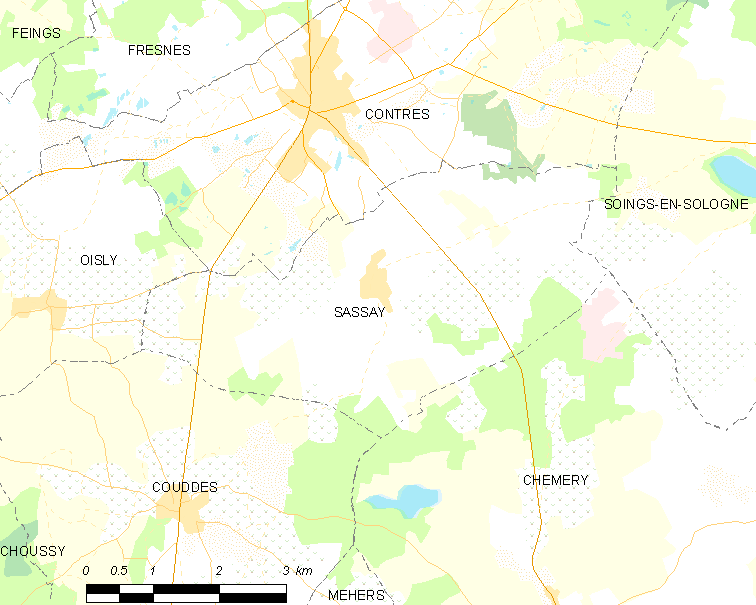
萨赛的OSM定位图

萨赛的时区为UTC+01:00、UTC+02:00（夏令时）。

## 行政
萨赛的邮政编码为41700，INSEE市镇编码为41237。

## 政治
萨赛所属的省级选区为蒙特里沙尔-瓦勒德谢尔县。

## 人口

1962-2008年间萨赛人口变化图示

萨赛于2022年1月1日时的人口数量为1110人。